# Hanslope
Hanslope – wieś w Anglii, w hrabstwie ceremonialnym Buckinghamshire, w dystrykcie (unitary authority) Milton Keynes. Leży 84 km na północny zachód od centrum Londynu.